# Brygada Francusko-Niemiecka

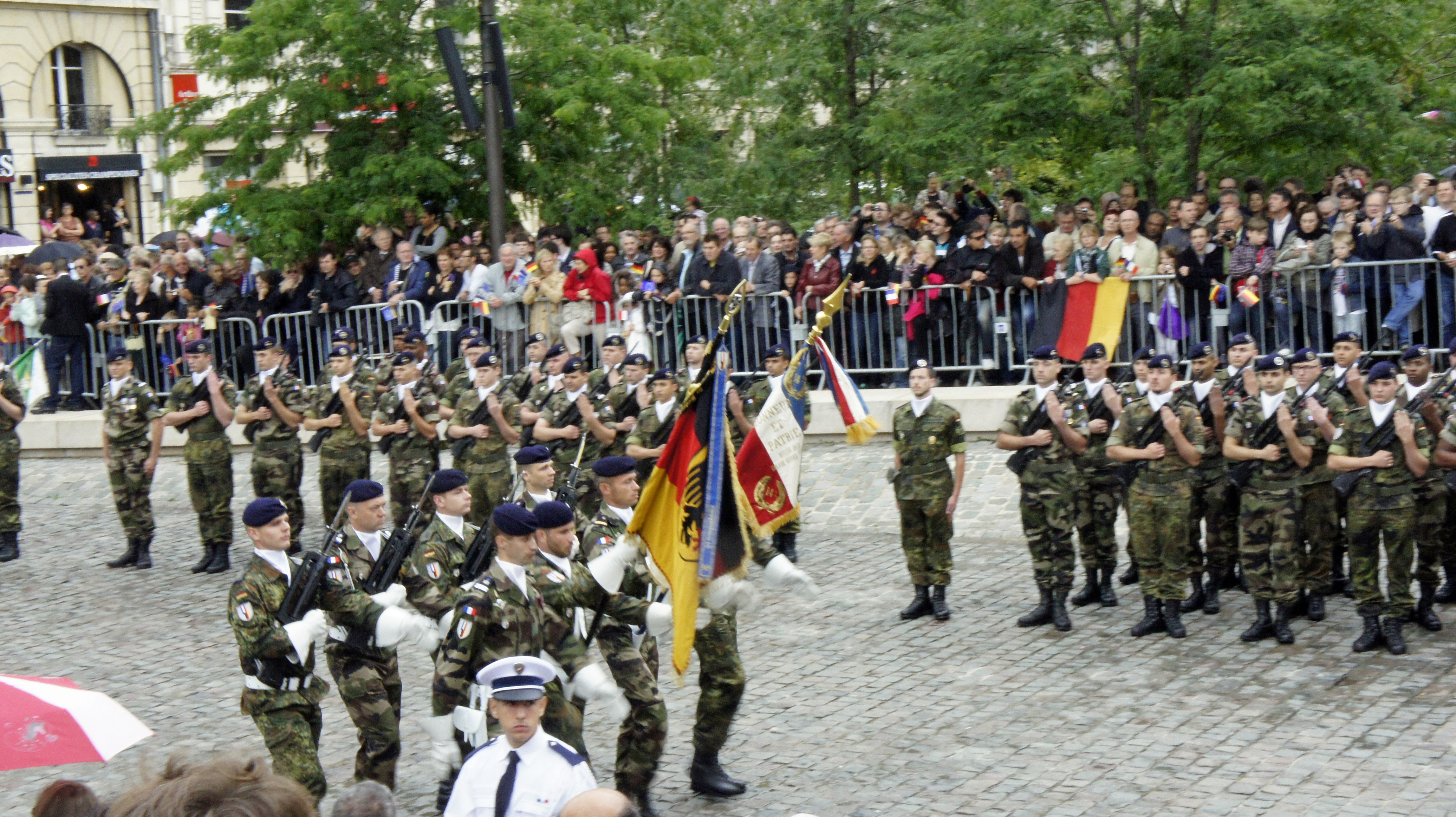
Żołbierze brygady w czasie parady w Reims (2012)

Brygada Francusko-Niemiecka (ang. Franco-German Brigade) – związek taktyczny Paktu Północnoatlantyckiego.

## Formowanie i zmiany organizacyjne
19 czerwca 1987 kanclerz Niemiec Helmut Kohl ogłosił koncepcję utworzenie francusko-zachodnioniemieckich jednostek wojskowych, a ideę tę publicznie poparł prezydent Francji François Mitterrand. Stanowiło to twórcze rozwinięcie dotychczasowej praktyki wymiany okresowej „bliźniaczych” pododdziałów szczebla kompanijnego. Struktura organizacyjna i wyposażenie brygady oraz zasady jej użycia zostały omówione w lipcu 1987. W tym czasie rozważano utworzenie brygady powietrzno-szturmowej o składzie kompanijnym lub zmechanizowanej o strukturze batalionowej. Brygada nie miała wchodzić w skład PSZ NATO. Rozszerzenie współpracy wojskowej między Francją i Republiką Federalną Niemiec spowodowało zaniepokojenie wśród niektórych państw członkowskich NATO w Europie. Ówczesny premier Holandii Ruud Lubbers zaproponował włączenie pododdziałów holenderskich w skład brygady francusko-niemieckiej. Propozycję tę uwarunkował jednak koniecznością uprzedniego rozwiązania spraw standaryzacji uzbrojenia, określenia zasad dowodzenia i współdziałania lub podporządkowania NATO, zwłaszcza w sytuacjach kryzysowych.

W listopadzie 1987 w Karlsruhe prezydent François Mitterand i kanclerz Helmut Kohl zaakceptowali wyniki badań studyjnych nad utworzeniem wspólnej niemiecko-francuskiej brygady. W styczniu 1988, w trakcie obchodów dwudziestej piątej rocznicy podpisania Traktatu Elizejskiego, podjęto decyzje o jej organizowaniu. Podano do wiadomości nazwiska pierwszego francuskiego dowódcy i jego niemieckiego zastępcy. Nowa brygada miała stać się w pełni rozwiniętym związkiem taktycznym w sile około 4200 żołnierzy. Na jej bazie miano testować metody współdziałania taktycznego, operacyjnego i logistycznego mieszanych, wielonarodowych jednostek wojskowych.

19 kwietnia 1989 dokonano ostatecznych, technicznych ustaleń w sprawie organizacji wspólnej brygady. Uzgodniono, że jej dowództwo i sztab będą rozmieszczone Böblingen. Francuzi do dyspozycji dowódcy brygady oddali pułk zmotoryzowany, pułk pancerny i kompanię rozpoznawczą, a Niemcy batalion piechoty zmotoryzowanej, dywizjon artylerii, kompanię przeciwpancerną i kompanię saperów. Ponadto w skład brygady wszedł mieszany batalion dowodzenia i zabezpieczenia logistycznego.
W pierwszych latach funkcjonowania brygady musiano poradzić sobie z różnicami, jakie występowały w obydwu armiach. Trudności stwarzały odrębne regulaminy służby wewnętrznej i dyscyplinarne, wewnętrzne uregulowania oraz przyzwyczajenia obowiązujące w poszczególnych narodowych komponentach. Przykładowo: żołnierze niemieccy otrzymywali rekompensatę za ponadnormatywny czas służby, a francuscy nie; po jednej stronie obowiązywał francuski zhierarchizowany styl dowodzenia, z niemieckiej Innere Führung i zasada „obywatela w mundurze”; występował też zróżnicowany system urlopów i przepustek, a nawet jadłospisy bywały powodem antagonizmów.

Zebrane doświadczenia pozwoliły uniknąć w procesie dalszej integracji błędów francusko-niemieckich. Zrezygnowano z tworzenia wielonarodowych jednostek wojskowych szczebla taktycznego, powołując w zamian o wiele sprawniejsze w funkcjonowaniu i dysponujące autentycznym potencjałem bojowym związki operacyjno-taktyczne szczebla korpuśnego. W celu uproszczenia procedur, wielonarodowe pozostają wyłącznie dowództwa i sztaby korpusów, natomiast jednolite narodowo dywizje i brygady zachowują szeroką autonomię szkoleniową, ograniczając integrację do współdziałania w polu w czasie ćwiczeń i treningów.

## Struktura organizacyjna

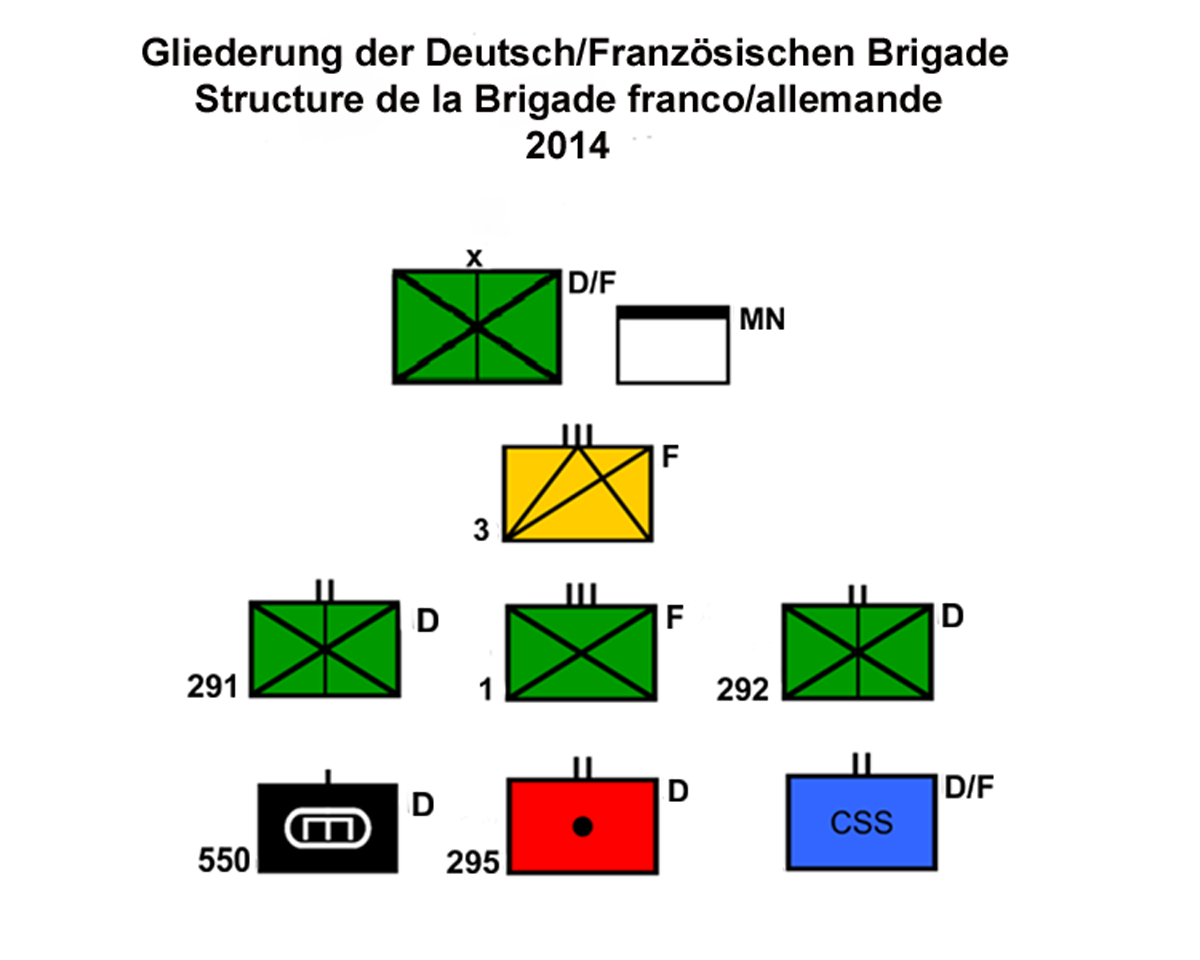
Struktura organizacyjna w 2014

2023
- dowództwo brygady
- 1 pułk piechoty
- 3 pułk huzarów
- 291 batalion lekkiej piechoty
- 292 batalion lekkiej piechoty
- 295 dywizjon artylerii
- batalion zaopatrzenia brygady